# Jordan Peterson
Jordan Bernt Peterson (* 12. června 1962 Edmonton) je kanadský klinický psycholog a profesor psychologie na Torontské univerzitě. Jeho hlavními oblastmi studia jsou abnormální, sociální a osobnostní psychologie, se zvláštním zájmem o psychologii náboženských a ideologických přesvědčení, a posouzení a zlepšení osobnosti a výkonu.

## Život a kariéra
Vystudoval na Albertské univerzitě a McGillově univerzitě. Po studiích v letech 1991 do roku 1993 zůstal na McGillově univerzitě jako postdoktorandský pracovník, než se přesunul na Harvardovu univerzitu, kde byl asistentem a docentem na katedře psychologie. V roce 1998 se vrátil do Kanady na Torontskou univerzitu jako profesor.
Jeho první kniha Maps of Meaning: The Architecture of Belief (1999; česky doslova Mapy významu: Architektura přesvědčení) prostřednictvím několika vědeckých oblastí popisuje strukturu systému víry a mýtů, jejich roli v regulaci emocí, stvoření významu a motivaci ke genocidě.
V květnu roku 2017 přednesl a natočil sérii přednášek nazvanou The Psychological Significance of the Biblical stories (česky Psychologický význam biblických příběhů), ve které analyzuje archetypální příběhy v Genesis, jako vzorce chování důležité pro osobní, společenskou a kulturní stabilitu.
V roce 2018 vydal druhou knihu nazvanou 12 Rules for Life: An Antidote to Chaos (česky 12 Pravidel pro život: Lék na chaos). V díle zdůrazňuje nutnost osobního rozvoje a převzetí odpovědnosti za své činy  V rámci propagace knihy podnikl světové turné. Během turné poskytl rozhovor novinářce Cathy Newmanové v britském televizním kanálu Channel 4. Video rychle získalo pozornost médií a přes 10 miliónů zhlédnutí na YouTube. Kniha byla označena nejlépe prodávanou knihou v internetovém obchodě Amazon ve Spojených státech amerických a Kanadě.
Od roku 1989 je ženatý s Tammy Robertsovou, mají syna Juliana a dceru Mikhailu. Na konci roku 2019 nastoupil léčbu kvůli důsledkům užívání léku Klonazepam (v Česku registrován jako Rivotril), který mu byl předepsán ke zvládnutí stresu kvůli manželčině onemocnění nevyléčitelnou formou rakoviny. V roce 2020 vystřídal několik odvykacích center v USA, Rusku a Srbsku, odkud se v říjnu vrátil a začal se věnovat svému Youtube kanálu.
V roce 2021 vydal svoji třetí knihu Beyond Order: 12 More Rules for Life.

### Zdravotní problémy
Koncem roku 2019 vyhledal „nouzovou” detoxikaci od závislosti na benzodiazepinech. Peterson uvedl, že tato odvykací léčba byla důsledkem toho, že mu byla zvýšena předepsaná dávka klonazepamu poté, co byla jeho manželce Tammy diagnostikována rakovina ledvin. Podle Petersona se několikrát pokusil snížit dávku nebo lék zcela vysadit, ale zažil „strašlivý” abstineční syndrom.
Podle Petersonovy dcery se mu následně nepodařilo najít severoamerické lékaře, kteří by byli ochotni vyhovět jejich přáním ohledně léčby, a tak v lednu 2020 Peterson s dcerou, jejím manželem a její dcerou odletěli za léčbou do Moskvy. Lékaři v Rusku Petersonovi po příletu diagnostikovali zápal plic v obou plicích a na osm dní byl uveden do umělého spánku, po němž následovaly čtyři týdny na jednotce intenzivní péče, během nichž utrpěl dočasnou ztrátu motorických schopností.
Několik měsíců po léčbě v Rusku se Peterson s rodinou přestěhoval do srbského Bělehradu. V červnu 2020 se Peterson poprvé po více než roce objevil na veřejnosti, když vystoupil v epizodě podcastu své dcery natočené v Bělehradě. V té době byl zpět ve své „normální formě” a byl poměrně optimistický ohledně svých vyhlídek.
V srpnu 2020 Petersonova dcera oznámila, že se její otec během pobytu v srbské nemocnici nakazil COVID-19. O dva měsíce později Peterson informoval diváky svého kanálu na YouTube, že se vrátil domů (do Kanady) a hodlá v blízké budoucnosti pokračovat v práci.

## Názory a kontroverze
Otevřeně kritizuje postmodernu a politiku identity. V roce 2016 zveřejnil na YouTubu sérii videí, ve kterých kritizuje politickou korektnost, neomarxismus a návrh kanadského zákona C-16, který má dle vlády Liberální strany chránit transgender lidi před diskriminací na základě jejich genderové identity. Peterson se vyjádřil tak, že zákon je podle něj v podstatě nařízení určitého způsobu vyjadřování, přímo útočící na svobodu slova. Od té chvíle se o něj výrazně začala zajímat média.
Jeho názory vzbuzují u části veřejnosti kontroverze. Někdy bývá svými oponenty označován za stoupence alternativní pravice, což Peterson důsledně odmítá a vysvětluje nepochopením svých myšlenek. Odmítá být součástí jakékoli ideologie, která je dle jeho názoru vždy z principu v rozporu se svobodou myšlení, což považuje za jeden z hlavních problémů společnosti. Předmětem kritiky jsou dále jeho názory na současné změny v přístupu k genderové identitě nebo jeho odmítavé názory vůči existenci globálního oteplování. Domnívá se, že boj se změnou klimatu je ideologicky motivovaný. V roce 2020 mu například kvůli jeho kritice zjednodušování otázek rasy, pohlaví a práva transgender osob zrušila plánované hostování Cambridgeská univerzita.

## Filmy
- Vzestup Jordana Petersona (2019) – kanadský dokumentární film
- No Safe Spaces (2019) – americký dokumentární film